# Ludmila Petrouchevskaïa
Ludmila Stefanovna Petrouchevskaïa (en russe : Людмила Стефановна Петрушевская) est une romancière, nouvelliste et dramaturge russe née à Moscou le 26 mai 1938 .

## Biographie
Née dans la famille d'employés de bureau, Petrouchevskaïa est la petite fille du linguiste et professeur de l'Institut d'études orientales de Moscou (1946) et de l'Institut de linguistique de Moscou (à partir de 1936), Nikolaï Feofanovitch Yakovlev (ru). Lors de la Seconde Guerre mondiale, elle vit dans la banlieue d'Oufa.
De retour à Moscou après la guerre, Petrouchevskaïa effectue des études à la Faculté de journalisme de l'université de Moscou, puis, collabore avec plusieurs journaux et revues de la capitale. À partir de 1972, elle travaille à la rédaction de la Télévision centrale soviétique. En 1972 également, le mensuel Avrora (Saint-Pétersbourg) publie son récit A travers les champs («Через поля»). Elle est censurée pendant une dizaine d’années avant de connaître le succès,.
Son œuvre rencontre véritablement le lecteur à l'ère de la perestroïka.

## Œuvres traduites en français
- Immortel amour, [« Bessmertnaïa lubov’ »], trad. de Christophe Glogowski, Paris, Éditions Robert Laffont, coll. « Pavillons. Domaine de l’Est », 1991, 281 p.  (ISBN 2-221-06702-9)[3]
- La Nuit m’appartient , [« Vremia notch »], trad. d’Anne Coldefy-Faucard, Paris, Éditions Robert Laffont, coll. « Pavillons. Domaine de l’Est », 1994, 151 p.  (ISBN 2-221-07195-6)[4]
- Cinzano, [« Cinzano »], trad. de Daniela Almansi, Lausanne, Suisse, Éditions L’Âge d’Homme, coll. « Petite bibliothèque slave », 2003, 118 p.  (ISBN 978-2-8251-1762-0)
- La Petite Fille de l’hôtel Métropole, [« Malenʹkaïa devotchka iz Metropolia »], trad. de Macha Zonina et Jean-Pierre Thibaudat, Paris, Christian Bourgois Éditeur, 2009, 177 p.  (ISBN 978-2-267-02013-7)
- La Valise à malices, [« Tchemodan tchepukhi »], ill. de Luci Gutiérrez, trad. d’Emmanuelle Beulque, Paris, Éditions Sarbacane, 2011, 35 p.  (ISBN 978-2-84865-452-2)
- Les Nouveaux Robinsons, trad. de Macha Zonina et Aurore Touya, Paris, Christian Bourgois Éditeur, 2013, 184 p.  (ISBN 978-2-267-02452-4)

- Beatrice Picon-Vallin,  “ Lettre de Moscou ”, in L'Annuel du théâtre, Saison 1981-1982, Paris, L'Aire théâtrale, 1982, pp. 163-165.

## Récompenses
- Prix Pouchkine de la Fondation Alfred Toepfer (Allemagne), 1991
- Prix du magazine littéraire Novy Mir, 1995
- Prix Triomphe, pour l'ensemble de son œuvre, 2002
- Prix d'État de la fédération de Russie, 2003.
- Prix Bounine, 2008
- Prix littéraire Nicolas Gogol de l'Union des écrivains de Saint-Pétersbourg, pour la nouvelle Une petite fille de Métropole («Маленькая девочка из Метрополя»), 2008
- Prix World Fantasy en 2010, pour le recueil Il était une fois une femme qui voulait tuer l'enfant de sa voisine (There Once Lived a Woman Who Tried To Kill Her Neighbor's Baby: Scary Fairy Tales, «Жила-была женщина, которая пыталась убить ребёнка своей соседки: Страшные рассказы»)[5]